# Pronomopsis talabrensis
Pronomopsis talabrensis là một loài ruồi trong họ Asilidae. Pronomopsis talabrensis được Artigas miêu tả năm 1964. Loài này phân bố ở vùng Tân nhiệt đới.